# Madelyn Cline
Madelyn Renee Cline (Charleston, 21 dicembre 1997) è un'attrice e modella statunitense.
È principalmente nota per il ruolo di Sarah Cameron nella serie televisiva Outer Banks (2020-2024); per quello di Whiskey nella pellicola Glass Onion: Knives Out (2022) e per quello di Danica Richards nel film slasher So cosa hai fatto (2025).

## Biografia
Madelyn Cline è nata il 21 dicembre 1997 a Charleston, nella Carolina del Sud, figlia dell'agente immobiliare Pam e dell'ingegnere Mark Cline, ed è cresciuta a Goose Creek. È stata brevemente iscritta al college presso la Coastal Carolina University, ma ha abbandonato gli studi e si è trasferita a Los Angeles per dedicarsi ulteriormente alla recitazione. Da bambina, è apparsa in uno spot televisivo per un forno per pizza Chuck E. Cheese's destinato ai bambini.
Ha iniziato con l'agenzia Lewis Models & Talent a Charleston e, all'età di 10 anni, Cline ha partecipato al concorso di modelle e talenti AMTC. Successivamente è apparsa sulla copertina delle riviste Parent e Parent & Child. Cline ha trascorso alcune delle sue prime estati a New York City lavorando a spot televisivi e annunci stampati per T-Mobile, Flow Automotive, Next Clothing e Sunny D. In seguito ha ottenuto ruoli minori come Taylor Watts in Vice Principals (2016-2017) e Chloe in Boy Erased (2018). Ha anche avuto piccoli ruoli ricorrenti in The Originals (2017) e Stranger Things (2017).
Nel 2020, Cline ha iniziato a recitare nel ruolo di Sarah Cameron nel dramma d'avventura per adolescenti di Netflix Outer Banks. La serie ha ricevuto recensioni positive dalla critica, con il suo ruolo considerato un'autentica rivelazione. Cline ha poi recitato nella commedia misteriosa di Rian Johnson Glass Onion: A Knives Out Mystery, al fianco di Daniel Craig, Dave Bautista e Kate Hudson, pubblicata su Netflix nel 2022, con grande successo di critica.
Come modella, Cline è apparsa in campagne pubblicitarie per American Girl, Toys "R" Us, American Eagle, Stella McCartney, Versace, Elle e Cosmo. Nel 2023, è diventata ambasciatrice del marchio Tommy Hilfiger ed è apparsa nella campagna lifestyle "Summer Essentials" con Mason Gooding.
Nel settembre 2024, si è unita al cast principale del film horror So cosa hai fatto, diretto da Jennifer Kaytin Robinson e distribuito nel 2025. Si tratta di un remake del film omonimo del 1997. Il cast principale è guidato da Madelyn Cline e include anche Sarah Pidgeon, Tyriq Withers, Jonah Hauer-King, Chase Sui Wonders, Lola Tung, Austin Nichols, Jennifer Love Hewitt e Freddie Prinze Jr. che tornano nei loro ruoli. Il film è uscito nelle sale il18 luglio 2025.
Nel 2024, si è unita anche al cast del film romantico The Map That Leads to You, tratto dall'omonimo romanzo di JP Monninger e diretto da Lasse Hallström. Il cast principale è guidato da KJ Apa e Madelyn Cline, e include anche Sofia Wylie, Madison Thompson e Josh Lucas. Il film sarà distribuito su Prime Video il 20 agosto 2025.

## Vita privata
Nel giugno 2020, Cline ha annunciato di avere una relazione con il suo co-protagonista di Outer Banks Chase Stokes. Nell'ottobre 2021, la coppia ha annunciato di essersi separata. È stata poi brevemente legata al DJ Zack Bia dalla fine del 2021 all'inizio del 2022. Dall'estate 2022 a luglio 2023, Cline ha avuto una relazione con il cantante Jackson Guthy. Ha avuto una relazione con il comico Pete Davidson da settembre 2023 a luglio 2024.
Cline ha dichiarato di aver lottato con un disturbo alimentare non specificato e con la sua immagine corporea quando era adolescente.

## Agenzie
- Lewis Models & Talent, Charleston

## Filmografia

### Cinema
- Milites Christi, regia di Jared Outten - cortometraggio (2009)
- 23rd Psalm: Redemption, regia di Christopher C. Odom (2011)
- Children of Wax, regia di Raven Bradley - cortometraggio (2012)
- Bridge the Gap, regia di Mel Beasley - cortometraggio (2014)
- Savannah Sunrise, regia di Randall Stevens (2016)
- Wild Flowers, regia di Kira Bursky - cortometraggio (2017)
- Boy Erased - Vite cancellate (Boy Erased), regia di Joel Edgerton (2018)
- The Giant, regia di David Raboy (2019)
- What Breaks the Ice, regia di Rebecca Eskreis (2020)
- This is the Night, regia di James DeMonaco (2021)
- Glass Onion: Knives Out (Glass Onion: A Knives Out Mystery), regia di Rian Johnson (2022)
- So cosa hai fatto (I Know What You Did Last Summer), regia di Jennifer Kaytin Robinson (2025)
- La mappa che mi porta a te (The Map That Leads to You), regia di Lasse Hallström (2025)

### Televisione
- The Jury, regia di Neil Burger – film TV (2016)
- Vice Principals – serie TV, episodi 1x04-1x09-2x08 (2016-2017)
- The Originals – serie TV, episodi 4x07-4x08-4x10 (2017)
- Stranger Things – serie TV, episodi 2x01-2x02 (2017)
- Maid to Order – serie TV, episodio 2x10 (2017)
- Outer Banks – serie TV, 40 episodi (2020-2024)

### Videoclip
- Kygo feat. Donna Summer Hot Stuff, regia di Bo Webb (2020)

## Riconoscimenti
- MTV Movie & TV Awards
  - 2021 – Miglior bacio per Outer Banks (condiviso con Chase Stokes)
- Satellite Award
  - 2023 – Miglior cast cinematografico per Glass Onion: Knives Out

## Doppiatrici italiane
Nelle versioni in italiano delle opere in cui ha recitato, Madelyn Cline è stata doppiata da:
- Lucrezia Marricchi in Outer Banks, So cosa hai fatto (2025)
- Sara Imbriani in The Originals
- Margherita De Risi in Glass Onion: Knives Out